# بانک دی‌سی‌بی
بانک دی‌سی‌بی (انگلیسی: DCB Bank) شرکت خدمات مالی و بانکداری هندی است، که در سال ۱۹۳۰ تأسیس شد.